# 1993 CN1
1993 CN1 är en asteroid i huvudbältet som upptäcktes den 15 februari 1993 av de båda japanska astronomerna Seiji Ueda och Hiroshi Kaneda i Kushiro.
Asteroiden har en diameter på ungefär 4 kilometer.